# باشگاه فوتبال مس شهربابک
باشگاه فوتبال مس شهربابک یک باشگاه فوتبال ایرانی است که در شهر بابک بنیان‌گذاری شده است. این باشگاه با خرید امتیاز یک تیم لیگ دسته دوم. ب با تیم داری در لیگ دسته دوم شروع بکار کرد وهم‌اکنون در لیگ دسته اول فوتبال ایران بازی می‌کند. تیم فوتبال مس شهر بابک قهرمان مسابقات لیگ دسته دوم درفصل ۱۳۹۹–۱۴۰۰ شد.

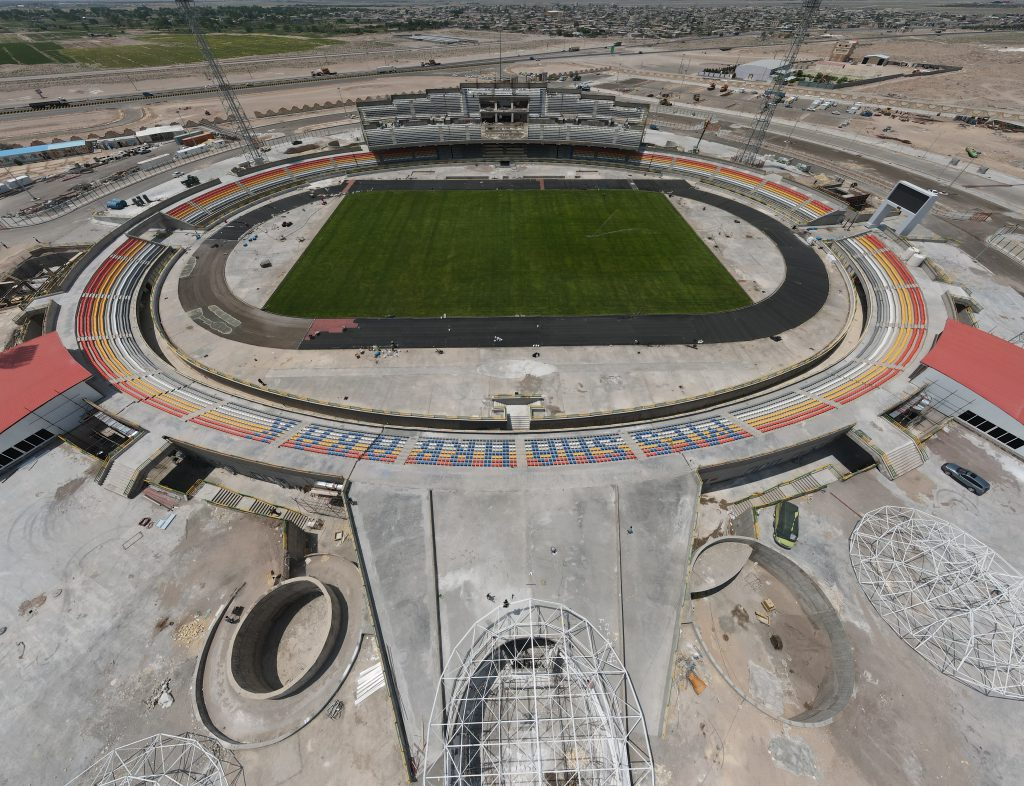
نمایی از ورزشگاه در حال احداث مس شهربابک

## بازیکنان
| شماره |       | نقش       | بازیکن            |
| ----- | ----- | --------- | ----------------- |
| ۱     | ایران | دروازه‌بان | محمدرضا قویدل     |
| ۵     | ایران | مدافع     | محسن آقایی        |
| ۷     | ایران | هافبک     | محمدجواد پورعیوضی |
| ۸     | ایران | هافبک     | مجید تاجیک        |
| ۱۰    | ایران | مهاجم     | علیرضا ولی‌زاده    |
| ۱۷    | ایران | مدافع     | اکبر کربلایی      |
| ۲۸    | ایران | مهاجم     | امیرحسین بخشیان   |
| ۳۴    | ایران | دروازه‌بان | مهدی محمدی        |
| ۳۵    | ایران | مدافع     | امیرحسین غیاثی    |
| ۶۶    | ایران | مهاجم     | محمدرضا رئوفی‌منش  |

| شماره |       | نقش   | بازیکن           |
| ----- | ----- | ----- | ---------------- |
| ۷۰    | ایران | هافبک | عرفان نوابی‌فر    |
| ۷۱    | ایران | مدافع | پوریا غلامی      |
| ۸۰    | ایران | هافبک | محمدحسین جمالی   |
| ۸۸    | ایران | مدافع | ابوالفضل فضلی    |
| ۸۹    | ایران | مدافع | محمدعلی عبداللهی |
|       | ایران | هافبک | میلاد شعبانلو    |
|       | ایران | مدافع | حمید ملکی        |
|       | ایران | هافبک | رضا جباری        |
|       | ایران | مدافع | امید سام‌کن       |
|       | ایران | هافبک | محمد میری        |
|       | ایران | مدافع | محسن طرحانی      |

## افتخارات
لیگ‌دسته‌دوم‌ایران
 قهرمان(۱): ۱۴۰۰_۱۳۹۹